# Sozialistische Tribüne
Die Sozialistische Tribüne wurde als theoretische Zeitschrift der schwedischen Landesgruppe der SPD in den anderthalb Jahren ihres Erscheinens von Januar 1945 bis Juni 1946 zum führenden Organ der deutschsprachigen Exilpresse in Schweden.

## Programmatik
Aus dem programmatischen Leitartikel der Erstausgabe geht hervor, dass die Sozialistische Tribüne eine Ergänzung zu Kurt Heinigs Mitteilungsblatt Information darstellen und der Diskussion von Fragen der sozialistischen Bewegung dienen sollte, zu der sie sich als „sozialistisches Blatt“ bekannte. Ihr Ziel sei die Einigung der Antifaschisten und die Verständigung über eine wirksame Nachkriegspolitik für Deutschland.
Die Zeitschrift enthielt auch Artikel über die Aktivitäten der sozialdemokratischen und kommunistischen deutschen Emigranten in schwedischer Sprache, da ein signifikanter Teil der Exemplare von schwedischen Gewerkschaften und Sozialdemokraten bezogen wurde.

## Profil
Die Sozialistische Tribüne, in der Vertreter beider Flügel der SPD zu Wort kamen, stand, so die Philologin Angela Huß-Michel, für einen „freiheitlichen, demokratischen und humanistischen Sozialismus“ sowie für die Ablehnung totalitärer Systeme und der Zwangsmaßnahmen bei der Gründung der SED.

## Geschichte
Auf Initiative des späteren Bundeskanzlers Willy Brandt und des späteren Generalstaatsanwalts Fritz Bauer wurde die Herausgabe der Monatsschrift Anfang 1944 auf einer Landeskonferenz der deutschen Sozialdemokraten in Schweden beschlossen und im Januar 1945 durch die Leitung der im selben Monat gegründeten SPD-Landesgruppe Schweden aufgenommen. Erster Chefredakteur wurde Bauer. Die Juristin Lena Foljanty und der Historiker David Johst zählen auch Willi Seifert zu den Mitgründern der Sozialistischen Tribüne.
Die Erstausgabe war der Frage „Was erwartet die internationale Arbeiterbewegung von den deutschen Sozialisten?“ gewidmet und enthielt sowohl Beiträge ausländischer Sozialisten wie Martin Tranmæl und George Douglas Howard Cole als auch deutscher Sozialisten wie Stefan Szende, Ernst Paul und August Enderle.
Im Sommer 1945 trat Brandt die Nachfolge Bauers als Chefredakteur an. Er trat jedoch zurück, als er nicht als Vertreter der Redaktion in die Landesgruppenleitung entsandt wurde, da er sich dadurch „politisch desavouiert“ fühlte.
Der Parteivorstand in Hannover beteiligte sich ab April 1946 an der Herausgabe des Blattes, das bereits im Juni 1946 eingestellt wurde, da die SPD in Deutschland kein Interesse mehr an ihm hatte. Als letzte Ausgabe erschien die Nummer 5/6 (Mai/Juni) des zweiten Jahrgangs.

## Auflage
Die im April 1945 erreichte Auflage von ca. 1000 Exemplaren sank in den Folgemonaten rapide ab. Insgesamt erschienen 15 Ausgaben der Sozialistischen Tribüne mit jeweils 16 bis 20 Seiten. Die Drucklegung erfolgte durch die Stockholmer Tryckeri A.-B. Federativ.

## Autoren
Der verantwortliche Redakteur war Karl Erik Jansson. Zu den weiteren Mitarbeitern und Autoren der Zeitschrift zählen Willy Brandt, Fritz Bauer, Siegfried Aufhäuser, Günter Dallmann, Adolf Grimme, Bruno Kreisky, Thomas Mann, Erich Ollenhauer, Walter Pöppel, Willi Seifert, Ignazio Silone, Friedrich Stampfer, Kurt Stechert, Kurt Stern, Willy Strzelewicz, Stefan Szende und Fritz Tarnow.